# Haltungstest nach Matthiaß
Der Haltungstest oder Armvorhaltetest nach Matthiaß ist ein einfacher klinischer Test, um bei Kindern und Jugendlichen zwischen sechs und sechzehn Jahren deren Haltungsleistungsfähigkeit zu untersuchen. Die Untersuchung soll dazu dienen, eine Haltungsschwäche aufzudecken und zu objektivieren; sie kann auch einen Anhalt ergeben, inwieweit Haltungsstörungen und Fehlhaltungen der Wirbelsäule durch aktive Übungen korrigierbar sein mögen.

## Durchführung
Die zu untersuchende Person wird aufgefordert, sich gerade hinzustellen, eine aufrechte Haltung einzunehmen, beide Arme horizontal nach vorne vollständig auszustrecken und bei geschlossenen Augen für mindestens eine halbe Minute so zu halten. Beobachtet wird die anfangs eingenommene Haltung sowie deren Veränderung im Verlauf des Versuches im Sinne eines Haltungsleistungstests.

## Auswertung
Kann die geforderte Körperstellung eingenommen und über eine Zeitspanne von 30 Sekunden unverändert beibehalten werden, so ist die Muskulatur von Schultergürtel, Rücken, Bauch und Hüfte in der Lage, die volle Halteleistung zu erbringen. Die Versuchsperson gilt damit als haltungsgesund. Sie beantwortet die durch das Vorhalten der Arme bedingte Schwerpunktsänderung zumeist mit stärkerer Anspannung der Rückenmuskulatur und leichter Körperverlagerung im Drehpunkt oberes Sprunggelenk. Kann die Armvorhalte zunächst eingenommen, jedoch diese Stellung nicht über volle 30 s – ohne ein Absenken der Arme, ein Vorgleiten des Schultergürtels, ein Rückneigen des Oberkörpers, ein Vertiefen der Lendenlordose, ein Vorschieben oder ein Kippen des Beckens – gehalten werden, so wird dies als eine Haltungsschwäche betrachtet. Von einem Haltungsverfall wird gesprochen, wenn die aufrechte Haltung mit vorgehaltenen Armen erst gar nicht eingenommen werden kann.

## Kritik
Untersuchungen von Klee (1995) und Winchenbach (2003) konnten keine statistisch signifikante Korrelation zwischen den Ergebnissen des Armvorhaltetests nach Hans-Henning Matthiaß und der Muskelkraft der Rumpfmuskulatur finden. Demnach sollte bei der Interpretation der Testergebnisse beachtet werden, dass neben der muskulären Ausdauer auch Faktoren wie die neuromuskuläre Ansteuerung und das muskuläre Zusammenspiel mitwirken. Ohne Berücksichtigung dessen sind Aussagen über die Muskelkraft der Rumpfmuskulatur allein anhand der Haltungstestergebnisse nicht zuverlässig zu treffen.